# Mylène de Zoete
Mylène de Zoete (Naaldwijk, 3 januari 1999) is een Nederlands weg- en baanwielrenster. Sinds 2023 rijdt ze voor de Duitse ploeg Ceratizit-WNT.

## Carrière
Vanaf augustus 2020 kwam ze uit voor NXTG Racing, in maart 2022 hernoemd naar AG Insurance NXTG. In mei 2021 werd ze derde in de derde etappe van de Setmana Ciclista Valenciana. In juli 2022 behaalde ze podiumplaatsen in etappes van de Baloise Ladies Tour. Op 12 oktober 2023 boekte ze haar eerste profoverwinning; ze won de eerste etappe van de Ronde van Chongming, een wedstrijd in China op World-Tourniveau.

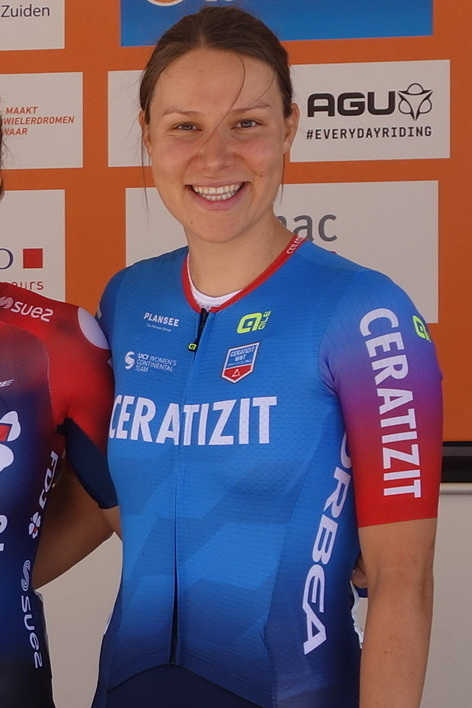
De Zoete voor het NK op de weg in 2023

De Zoete nam deel aan de Europese kampioenschappen baanwielrennen in 2019 te Apeldoorn, ze behaalde daar een zevende plaats op de ploegenachtervolging. Tijdens de Europese kampioenschappen baanwielrennen 2022 in München won ze brons op de afvalkoers.

## Belangrijkste resultaten

### Baanwielrennen
| Jaar        | NK                                          | EK                                   | WK               | Overig      |
| Als juniore | Als juniore                                 | Als juniore                          | Als juniore      | Als juniore |
| ----------- | ------------------------------------------- | ------------------------------------ | ---------------- | ----------- |
| 2016        | achtervolging                               |                                      |                  |             |
| 2017        |                                             | ploegenachtervolging · achtervolging | scratch · omnium |             |
| Als belofte |                                             |                                      |                  |             |
| 2018        |                                             | afvalkoers                           |                  |             |
| 2019        |                                             |                                      |                  |             |
| 2020        |                                             | afvalkoers                           |                  |             |
| 2021        |                                             | ploegenachtervolging                 |                  |             |
| Als elite   |                                             |                                      |                  |             |
| 2015        | ploegenachtervolging                        |                                      |                  |             |
| 2016        | ploegenachtervolging                        |                                      |                  |             |
| 2017        | koppelkoers                                 |                                      |                  |             |
| 2018        | ploegenachtervolging                        |                                      |                  |             |
| 2019        | ploegenachtervolging · koppelkoers          |                                      |                  |             |
| 2021        | omnium                                      |                                      |                  |             |
| 2022        | ploegenachtervolging · koppelkoers · omnium | afvalkoers                           |                  |             |

### Wegwielrennen
2023
1e etappe Ronde van Chongming (WWT)
2024
1e etappe Ronde van Chongming (WWT)

### Resultaten in voornaamste wedstrijden
|      | \| Jaar \| Gent-Wevelgem \| Ronde van Vlaanderen \| Parijs-Roubaix \| Omloop van het Hageland \| Classic Brugge-De Panne \| Scheldeprijs \| \| ---- \| ------------- \| -------------------- \| -------------- \| ----------------------- \| ----------------------- \| ------------ \| \| 2018 \| \| \| \| opgave \| \| \| \| 2020 \| \| \| \| \| 68e \| \| \| 2021 \| 105e \| \| 54e \| \| 19e \| 25e \| \| 2022 \| opgave \| 75e \| buit.tijd \| \| 56e \| 71e \| \| 2023 \| opgave \| opgave \| opgave \| 10e \| 42e \| 43e \| \| 2024 \| \| \| 86e \| \| 24e \| 17e \| \| 2025 \| 12e \| opgave \| 41e \| \| 9e \| \| |                      |                |                         |                         |              |
| Jaar | Gent-Wevelgem | Ronde van Vlaanderen | Parijs-Roubaix | Omloop van het Hageland | Classic Brugge-De Panne | Scheldeprijs |
| 2018 | |                      |                | opgave                  |                         |              |
| 2020 | |                      |                |                         | 68e                     |              |
| 2021 | 105e |                      | 54e            |                         | 19e                     | 25e          |
| 2022 | opgave | 75e                  | buit.tijd      |                         | 56e                     | 71e          |
| 2023 | opgave | opgave               | opgave         | 10e                     | 42e                     | 43e          |
| 2024 | |                      | 86e            |                         | 24e                     | 17e          |
| 2025 | 12e | opgave               | 41e            |                         | 9e                      |              |

## Ploegen
- 2020 –  NXTG Racing
- 2021 –  NXTG Racing
- 2022 –  AG Insurance NXTG
- 2023 –  Ceratizit-WNT
- 2024 –  CERATIZIT-WNT Pro Cycling
- 2025 –  CERATIZIT-WNT Pro Cycling

Alonso · Archibald · Arzuffi · Asencio · Berton · Brauße · Eberle · A. Fidanza · M. Fidanza · Gill · Kerbaol · Lach · Nilsson · Schweinberger · Teutenberg · De Zoete
Alonso · Archibald · Arzuffi · Asencio · Berton · Brauße · Eberle · A. Fidanza · M. Fidanza · Jaskulska · Kerbaol · Lach · Schweinberger · Teutenberg · De Zoete
Alonso · Brauße · Burlová · Van Dam · Eberle · Fiorin · Hartmann (vanaf 14/3) · Hashimi · Hengeveld · Jaskulska · Miermont · Le Mouel · De Zoete · Zsankó